# Mia McKenna-Bruce
 Mia Sasha McKenna-Bruce  (nacida el 3 de julio de 1997 en Londres) es una actriz inglesa de cine y televisión.
McKenna-Bruce obtuvo reconocimiento internacional y aclamación de la crítica por su interpretación en el filme How to Have Sex de Molly Manning Walker en 2023, la cual le mereció un galardón en los Premios BAFTA y una nominación en los Premios del cine europeo.

## Biografía
McKenna-Bruce nació el 3 de julio de 1997 en Londres y se crio en Chislehurst, Bromley. Después de estudiar danzas, fue estudiante del Belcanto London Academy. Ella tiene dos hermanas, Anna y Ellis.
El primer papel de McKenna-Bruce fue el de una bailarina en la producción del West End de Billy Elliot. Su primer papel televisivo fue el papel secundario de Ester, en Small Dark Places . 
Más tarde, en 2009, McKenna-Bruce protagonizó su primer papel cinematográfico, The Fourth Kind , interpretando a Ashley Tyler. En 2011 apareció en la serie de televisión Spy durante un episodio, y en cinco episodios de The Tracy Beaker Survival Guide. 
En 2021, McKenna-Bruce audicionó con éxito para el papel de Tara en la película How to Have Sex de Molly Manning Walker. Su actuación como una colegiala inexperta que lidiaba con cuestiones de consentimiento mientras estaba de vacaciones en Creta fue ampliamente elogiada y llevó a que Screen International la identificara como una estrella prometedora de la pantalla del mañana.

## Vida personal
En febrero de 2022, McKenna-Bruce se comprometió con el actor Tom Leach. Al año siguiente ambos tuvieron a un hijo, Leo.

## Filmografía

### Cine
| Año  | Título                  | Rol           | Notas               | Ref(s) |
| ---- | ----------------------- | ------------- | ------------------- | ------ |
| 2009 | The Fourth Kind         | Ashley Tyler  |                     |        |
| 2017 | Milo                    | Mia           | Cortometraje        |        |
| 2019 | Hit It and Quit It      | Nikki         | Cortometraje        |        |
| 2019 | Watch What I Do         | Nikki         | Cortometraje        | [ 4 ]  |
| 2021 | Smudged Smile           | Zoe           | Cortometraje        | [ 5 ]  |
| 2021 | Last Train to Christmas | Linda         |                     |        |
| 2022 | Persuasion              | Mary Musgrove | Película de Netflix |        |
| 2023 | Kindling                | Lily          |                     | [ 6 ]  |
| 2023 | How To Have Sex         | Tara          |                     | [ 7 ]  |
| 2024 | Sister Wives            |               | Próxima película    | [ 8 ]  |

### Videojuegos
| Año       | Título                              | Rol        |
| --------- | ----------------------------------- | ---------- |
| 2011      | Tracy Beaker Returns: You Choose    | Tee Taylor |
| 2013–2014 | The Dumping Ground Game             | Tee Taylor |
| 2015      | The Dumping Ground: You're the Boss | Tee Taylor |

## Premios y nominaciones
| Año  | Premio                          | Categoría                           | Trabajo         | Resultado | Ref.   |
| ---- | ------------------------------- | ----------------------------------- | --------------- | --------- | ------ |
| 2023 | British Independent Film Awards | Mejor Desempeño Principal           | How to Have Sex | Ganadora  | [ 10 ] |
| 2023 | British Independent Film Awards | Rendimiento Innovador               | How to Have Sex | Nominada  | [ 10 ] |
| 2023 | Premios del cine europeo        | Mejor Actriz                        | How to Have Sex | Nominada  | [ 11 ] |
| 2024 | London Film Critics' Circle     | Artista Revelación del año          | How to Have Sex | Ganadora  | [ 12 ] |
| 2024 | Premios BAFTA                   | BAFTA a la Mejor Estrella Emergente | How to Have Sex | Ganadora  | [ 13 ] |